# Chronique de Nantes
La Chronique de Nantes est un recueil de récits historiques en latin (Chronicon Namnetense) concernant l'histoire de la ville et du comté de Nantes entre 570 et 1050, réalisé au XIe siècle par un ecclésiastique de la ville, et largement utilisé à la fin du XIVe siècle par l'auteur anonyme de la Chronique de Saint-Brieuc, et à la fin du XVe siècle par Pierre Le Baud (puis son petit-neveu Bertrand d'Argentré).
Le texte original ayant par la suite disparu, l'archiviste René Merlet s'est efforcé à la fin du XIXe siècle de le reconstituer à partir de ces compilations.

## Historique

### Le document original (XIesiècle)
La rédaction de la Chronique de Nantes a eu lieu peu après la date de 1050, point final de cette chronologie nantaise. L'archiviste René Merlet suppose que le ou les copistes ont consacré une dizaine d'années à la réalisation de l'ouvrage.
Le document original sur parchemin, rédigé en latin, intitulé Chronicon Namnetense, se trouvait encore à la fin du XVe siècle dans les archives épiscopales de Nantes, sous la garde des chanoines de la cathédrale.

### Les travaux de Pierre Le Baud (1496-1505)
À cette époque, l'aumônier d'Anne de Bretagne est Pierre Le Baud, doyen de Saint-Tugal de Laval. À la demande de la duchesse Anne, il étudie ces archives afin d'écrire une histoire de la Bretagne, achevée en 1505 : Cronique des roys et princes de Bretaigne armoricane, qu'il lui dédie. Cet ouvrage vient à la suite d'une version précédente, un manuscrit achevé en 1480, in-folio en velin composé de 399 feuillets ornés de miniatures dont une représentant Pierre Le Baud, conservé à la Bibliothèque nationale,.
Dans l'ouvrage de Pierre Le Baud, le chroniqueur originel est désigné comme auteur du Livre des miracles et chroniques de l'église de Nantes.

### Copies et éditions ultérieures
Par la suite, deux traductions en latin à partir de l'original de Pierre Le Baud sont réalisées par des chanoines de la cathédrale de Nantes. L'une d'elles est utilisée au début du XVIIIe siècle, par le bénédictin Dom Lobineau ; l'autre est en la possession de l'historien breton Arthur de La Borderie au XIXe siècle.
L'édition de la Cronique par d'Hozier (1638)
L'ouvrage de Pierre Le Baud dédié à la duchesse Anne est publié en 1638 à Paris par d'Hozier sous le titre Histoire de Bretagne....
La première édition du Chronicon Namnetense par Dom Lobineau
Le bénédictin dom Lobineau utilise un peu plus tard cette édition, mais aussi la Chronique de Saint-Brieuc et quelques manuscrits des archives épiscopales de Nantes. Il effectue la première édition imprimée de la Chronique de Nantes dans sa propre Histoire de Bretagne, sous le titre Chronicon Namnetense....
Avec ces différents textes, il a été possible à René Merlet d'envisager une reconstitution approximative de la Chronique de Nantes.

## Contenu historique

### Chapitres initiaux
La Chronique de Nantes commence en 570 par la description de la basilique de Nantes construite au VIe siècle par l'évêque Félix Ier.
Le récit se poursuit par l'invasion normande de 843. La chronologie aborde les règnes de Nominoë, d'Erispoë et de Salomon de Bretagne ainsi que celui des comtes francs de Nantes, Lambert Ier, Ricuin, Renaud et Lambert II, qui se succèdent les uns après les autres. 
La Chronique de Nantes relate les combats entre Bretons et Normands. Y est décrite la prise de Nantes par les Vikings en 919, et la fuite du clergé nantais, des bourgeois et du petit peuple de Nantes vers Angers puis la Bourgogne.

### Alain Barbetorte
Le texte rend hommage au duc de Bretagne Alain Barbetorte qui libéra Nantes à la tête de ses troupes bretonnes victorieuses sur l'ennemi normand. Le récit détaille la mort d'Alain Barbetorte et la dépose de son corps dans la collégiale Notre-Dame de Nantes. Sont décrits également le traité établi entre lui et Guillaume Tête d'Étoupe, comte de Poitiers ainsi que ses différents mariages avec d'abord Roscille d'Anjou, puis avec une sœur du comte Blois, permettant d'établir des relations de bons voisinages avec les puissants comtés d'Angers et de Blois.

### Les comtes de Nantes
Le récit poursuit sa remontée historique en relatant la vie d'autres comtes nantais tels qu'Alain le Grand.
La mort du jeune prince Drogon ordonnée par son protecteur Foulque II d'Anjou, choqua les Nantais et les détourna un temps de leurs alliés et voisins Angevins, malgré leurs aides constantes notamment face aux Vikings.
Les assassinats des comtes de Nantes Hoël et Guérech commandités, depuis Rennes, par Conan Ier de Bretagne n'étaient qu'une suite du conflit entre les deux villes vassales de leur suzerain respectif, les deux puissances rivales : Blois et Angers.

### Le concile de Reims
La dernière partie regroupe un certain nombre de chroniques nantaises et annonce à la fois la déposition de Budic évêque de Nantes par décision du Concile de Reims présidé par le pape Léon IX en 1049 et la mort du comte Mathias Ier en 1050.

## Contenu idéologique

### L'hostilité aux envahisseurs bretons
Malgré l'éloge à la gloire d'Alain Barbetorte en tant que libérateur du comté de Nantes de la mainmise scandinave et la mise en valeur de la ville dans laquelle il va s'installer avec sa cour, la Chronique de Nantes est sans concession, ni avec les Vikings ni avec les Angevins et ni avec les Bretons.
Certains épisodes ne sont pas tendres avec les Bretons et sont de véritables diatribes anti-bretonnes. Les termes employés dans la version originale en latin sont : sicque illi diabolici viri ou encore ille diabolicus vir pour parler d'eux comme des hommes diaboliques, mais au Moyen Âge l'expression diabolici peut signifier également dépravés, immoraux.
La population nantaise éprouve à l'égard des Bretons et de leurs chefs des sentiments d'inimitié, voire d'hostilité depuis l'arrivée des premiers d'entre eux après le traité d'Angers en 851. Hormis la période glorieuse d'Alain Barbetorte, cet état d'esprit va perdurer dans le temps.
Selon La Borderie et l'archiviste René Merlet, il y a plusieurs explications à cette opinion publique nantaise peu favorable envers ces nouveaux venus :
- La première explication vient de l'opposition des chefs bretons aux règles du clergé et de la papauté. La Chronique de Nantes relate les accusations portées contre les Bretons par les prêtres lors du concile de Soissons en 866. Les évêques de Soissons dénoncent ces Bretons qui refusent de se soumettre à la suprématie religieuse de l'archevêque de Tours. Une partie du clergé breton est diabolisée pour vouloir vivre maritalement et prendre femmes comme leur permettent leurs seigneurs bretons. Ces chefs bretons qui nomment eux-mêmes les hommes d'église contrairement aux principes de l'Église papale. Enfin les évêques réunis en concile poursuivent leurs réquisitoires en reprochant aux Bretons d'avoir envahi l'évêché de Nantes.

- La deuxième raison est contemporaine à la rédaction de la Chronique de Nantes. En effet en 1050, quand les copistes démarrent cette chronique nantaise, le comte Mathias Ier vient de mourir. Nantes vient de tomber en possession de Judith de Nantes et de son époux Alain Canhiart, comte de Cornouaille. Bien que le comté de Nantes soit réuni à la Bretagne depuis près de deux siècles, avec néanmoins des périodes d'alliance avec le comté d'Angers, la noblesse, le clergé et la population nantaise, par leurs coutumes et par leur langage, étaient toujours français. Ainsi Alain Canhiart, venant de sa Cornouaille natale, plaça aux différents postes de l'administration de la ville et du clergé, des seigneurs bretons bretonnants. Cette politique entraîna un ressentiment général de la part des Nantais évincés de ces postes. L'incompréhension était grande entre le peuple nantais d'origine gallo-franque et les édiles de Nantes d'origine bretonne.

- En ce milieu du XIe siècle, l'opinion publique anti-bretonne était suffisamment puissante pour permettre la rédaction d'une telle chronique sans concessions pour les dirigeants bretons, au mépris du comte breton en place à Nantes même.

- En 1049, lors du concile de Reims, le pape Léon IX dépose l'évêque Budic et nomme un prêtre italien du nom Airard. Ce dernier va devoir reprendre en main l'évêché de Nantes.

### La place importante de l'Église
Le clergé tient une place importante dans cette chronique. On y trouve :
- La liste complète des évêques depuis 843 jusqu'en 1050.
- L'histoire de la cathédrale de Nantes depuis la fondation de la basilique sous Félix, puis sa destruction par les Vikings et sa reconstruction.
- La fuite des chanoines et évêque vers Angers puis la Bourgogne face à l'invasion normande.